# امسنف

تعديل مصدري - تعديل

امسنف هي إحدى قرى عزلة جيشان بمديرية جيشان التابعة لمحافظة أبين، بلغ تعداد سكانها 45 نسمة حسب تعداد اليمن لعام 2004.